# Mistrovství světa v klasickém lyžování 2019
Mistrovství světa v klasickém lyžování 2019 se konalo v rakouském Seefeldu od 20. února do 3. března 2019. Bylo to již podruhé, co se zde šampionát konal, předtím to bylo v roce 1985.

## Program
Všechny časy jsou ve středoevropském čase (UTC+1).
Běh na lyžích
| Datum     | Čas   | Závod                             |
| --------- | ----- | --------------------------------- |
| 20. únor  | 12:30 | 5 km klasicky ženy kvalifikace    |
| 20. únor  | 14:00 | 10 km klasicky muži kvalifikace   |
| 21. únor  | 14:30 | sprint muži i ženy                |
| 23. únor  | 11:00 | 2 × 7,5 km skiatlon ženy          |
| 23. únor  | 12:30 | 2 × 15 km skiatlon muži           |
| 24. únor  | 9:15  | sprint dvojic muži i ženy         |
| 26. únor  | 13:30 | 10 km klasicky ženy               |
| 27. únor  | 14:00 | 15 km klasicky muži               |
| 28. únor  | 13:00 | štafeta 4 × 5 km ženy             |
| 1. březen | 13:15 | štafeta 4 × 10 km muži            |
| 2. březen | 12:15 | 30 km volně ženy (hromadný dtart) |
| 3. březen | 15:30 | 50 km volně muži (hromadný start) |

Severská kombinace
| Datum     | Čas         | Závod                              |
| --------- | ----------- | ---------------------------------- |
| 22. únor  | 10:30 16:15 | velký můstek / 10 km               |
| 24. únor  | 10:30 13:30 | dvojice: velký můstek / 2 × 7,5 km |
| 28. únor  | 11:00 15:15 | střední můstek / 10 km             |
| 1. březen | 11:00 14:45 | týmy: střední můstek / 4 × 5 km    |

Skoky na lyžích
| Datum     | Čas   | Závod                           |
| --------- | ----- | ------------------------------- |
| 22. únor  | 14:30 | velký můstek muži kvalifikace   |
| 23. únor  | 14:30 | velký můstek muži               |
| 24. únor  | 14:45 | mužské týmy                     |
| 26. únor  | 16:00 | ženské týmy                     |
| 27. únor  | 15:00 | střední můstek ženy kvalifikace |
| 27. únor  | 16:15 | střední můstek ženy             |
| 28. únor  | 16:30 | střední můstek muži kvalifikace |
| 1. březen | 16:00 | střední můstek muži             |
| 2. březen | 16:00 | smíšené týmy                    |

## Výsledky

### Běh na lyžích

#### Muži
| Soutěž                                   | Zlato                                                                        | Zlato     | Stříbro                                                                    | Stříbro   | Bronz                                                                       | Bronz     |
| sprint podrobnosti                       | Johannes Høsflot Klæbo Norsko                                                | 3:21,17   | Federico Pellegrino Itálie                                                 | 3:21,40   | Gleb Retivych Rusko                                                         | 3:22,54   |
| 30 km skiatlon podrobnosti               | Sjur Røthe Norsko                                                            | 1:10:21,8 | Alexandr Bolšunov Rusko                                                    | 1:10:21,9 | Martin Johnsrud Sundby Norsko                                               | 1:10:22,5 |
| sprint dvojic podrobnosti                | Norsko Emil Iversen Johannes Høsflot Klæbo                                   | 18:49,86  | Rusko Gleb Retivych Alexandr Bolšunov                                      | 18:51,74  | Itálie Francesco De Fabiani Federico Pellegrino                             | 18:53,89  |
| 15 km klasicky podrobnosti               | Norsko Martin Johnsrud Sundby                                                | 38:22,6   | Rusko Alexandr Bessmertnych                                                | 38:25,5   | Finsko Iivo Niskanen                                                        | 38:43,0   |
| 4 × 10 km štafeta podrobnosti            | Norsko Emil Iversen Martin Johnsrud Sundby Sjur Røthe Johannes Høsflot Klæbo | 1:42:32,1 | Rusko Andrej Larkov Alexandr Bessmertnych Alexandr Bolšunov Sergej Usťugov | 1:43:10,9 | Francie Adrien Backscheider Maurice Manificat Clément Parisse Richard Jouve | 1:43:33,1 |
| 50 km volně (hromadný start) podrobnosti | Hans Christer Holund Norsko                                                  | 1:49:59,3 | Alexandr Bolšunov Rusko                                                    | 1:50:27,1 | Sjur Røthe Norsko                                                           | 1:50:57,1 |

#### Ženy
| Soutěž                                   | Zlato                                                                           | Zlato     | Stříbro                                                                                  | Stříbro   | Bronz                                                                              | Bronz     |
| sprint podrobnosti                       | Maiken Caspersenová Fallaová Norsko                                             | 2:32,35   | Stina Nilssonová Švédsko                                                                 | 2:34,01   | Mari Eideová Norsko                                                                | 2:35,19   |
| 15 km skiatlon podrobnosti               | Therese Johaugová Norsko                                                        | 36:54,5   | Ingvild Flugstadová Østbergová Norsko                                                    | 37:52,1   | Natalja Něprjajevová Rusko                                                         | 37:53,2   |
| sprint dvojic podrobnosti                | Švédsko Stina Nilssonová Maja Dahlqvistová                                      | 15:14,93  | Slovinsko Katja Višnarová Anamarija Lampičová                                            | 15:15,30  | Norsko Ingvild Flugstadová Østbergová Maiken Caspersenová Fallaová                 | 15:15,53  |
| 10 km klasicky podrobnosti               | Therese Johaugová Norsko                                                        | 27:02,1   | Frida Karlssonová Švédsko                                                                | 27:14,3   | Ingvild Flugstadová Østbergová Norsko                                              | 27:37,7   |
| 4 × 5 km štafeta podrobnosti             | Švédsko Ebba Anderssonová Frida Karlssonová Charlotte Kallaová Stina Nilssonová | 55:21,0   | Norsko Heidi Wengová Ingvild Flugstadová Østbergová Astrid Jacobsenová Therese Johaugová | 55:24,1   | Rusko Julija Bělorukovová Anastasia Sedovová Anna Něchajevská Natalja Něprjajevová | 57:24,8   |
| 30 km volně (hromadný start) podrobnosti | Therese Johaugová Norsko                                                        | 1:14:26,2 | Ingvild Flugstadová Østbergová Norsko                                                    | 1:15:03,0 | Frida Karlssonová Švédsko                                                          | 1:15:10,2 |

## Severská kombinace
| Soutěž                             | Zlato                                                               | Zlato   | Stříbro                                                           | Stříbro | Bronz                                                                | Bronz   |
| velký můstek / 10 km               | Eric Frenzel Německo                                                | 23:43.0 | Jan Schmid Norsko                                                 | 23:47.3 | Franz-Josef Rehrl Rakousko                                           | 23:51.7 |
| dvojice: velký můstek / 2 × 7,5 km | Německo Eric Frenzel Fabian Rießle                                  | 28:29.5 | Norsko Jan Schmid Jarl Magnus Riiber                              | 28:37.7 | Rakousko Franz-Josef Rehrl Bernhard Gruber                           | 28:38.7 |
| střední můstek / 10 km             | Jarl Magnus Riiber Norsko                                           | 25:01.3 | Bernhard Gruber Rakousko                                          | 25:02.7 | Akito Watabe Japonsko                                                | 25:05.9 |
| týmy: střední můstek / 4 × 5 km    | Norsko Espen Bjørnstad Jan Schmid Jørgen Graabak Jarl Magnus Riiber | 50:15.5 | Německo Johannes Rydzek Eric Frenzel Fabian Rießle Vinzenz Geiger | 50:16.5 | Rakousko Bernhard Gruber Mario Seidl Franz-Josef Rehrl Lukas Klapfer | 50:20.5 |

## Skoky na lyžích

#### Muži
| Soutěž         | Zlato                                                                 | Zlato | Stříbro                                                               | Stříbro | Bronz                                                            | Bronz |
| velký můstek   | Markus Eisenbichler Německo                                           | 279.4 | Karl Geiger Německo                                                   | 267.3   | Killian Peier Švýcarsko                                          | 266.1 |
| mužské týmy    | Německo Karl Geiger Richard Freitag Stephan Leyhe Markus Eisenbichler | 987.5 | Rakousko Philipp Aschenwald Michael Hayböck Daniel Huber Stefan Kraft | 930.9   | Japonsko Yukiya Satō Daiki Itō Junshirō Kobayashi Rjójú Kobajaši | 920.2 |
| střední můstek | Dawid Kubacki Polsko                                                  | 218.3 | Kamil Stoch Polsko                                                    | 215.5   | Stefan Kraft Rakousko                                            | 214.8 |

#### Ženy
| Soutěž         | Zlato                                                                   | Zlato | Stříbro                                                                               | Stříbro | Bronz                                                                         | Bronz |
| ženské týmy    | Německo Juliane Seyfarth Ramona Straub Carina Vogtová Katharina Althaus | 898.9 | Rakousko Eva Pinkelnig Jacqueline Seifriedsberger Chiara Hölzl Daniela Iraschko-Stolz | 880.3   | Norsko Anna Odine Strøm Ingebjørg Saglien Bråten Silje Opseth Maren Lundbyová | 876.9 |
| střední můstek | Maren Lundbyová Norsko                                                  | 259.6 | Katharina Althaus Německo                                                             | 259.1   | Daniela Iraschko-Stolz Rakousko                                               | 247.6 |

#### Smíšené týmy
| Soutěž              | Zlato                                                                      | Zlato  | Stříbro                                                                       | Stříbro | Bronz                                                                     | Bronz |
| střední můstek týmy | Německo Katharina Althaus Markus Eisenbichler Juliane Seyfarth Karl Geiger | 1012.2 | Rakousko Eva Pinkelnig Philipp Aschenwald Daniela Iraschko-Stolz Stefan Kraft | 989.9   | Norsko Anna Odine Strøm Robert Johansson Maren Lundbyová Andreas Stjernen | 938.4 |